# Polperro
Polperro (kornijščina: Porthpyra, kar pomeni majhen zaliv Pyra) je naselje in ribiško pristanišče na jugovzhodni obali Cornwalla na jugozahodu Anglije v civilni župniji Lansallos.
Skozi naselje teče reka Pol. Polperro je 40 km zahodno od glavnega mesta in pomorskega pristanišča Plymouth. S svojim idiličnim videzom, tesno skupaj zgrajenimi starimi ribiškimi hišami, ki so ostale skoraj nedotaknjene, ter s svojim slikovitim pristaniščem in privlačno obalo je posebej poleti privlačen turističen cilj.

## Zgodovina

### Toponim
Ime Polperro izhaja iz kornijske besede porthpyra, kar morda pomeni pristanišče, imenovano po svetem Piranu, vendar pa Ekwall meni, da "Pyra" ali "Pira" ni osebno ime in da je "Perro" ime za potok. Zgodnji obliki sta Portpira (1303) in Porpira (1379). Kapela svetega Petra de Porthpyre je omenjena leta 1398, naslednje zapisane oblike so iz obdobja vladavine kralja Henrika VIII.: Polpyz kot "ribji bazen" (verjetno napaka za Polpyr), Poulpirrhe, Poul Pier in Poulpyrre (v zapisu Johna Lelanda).

### Zgodnja zgodovina
Polperro je od srednjega veka spadal pod pristojnost dveh starih in ločenih dvorcev: Raphael   v župniji Lansallos, zahodno od reke Pol, ki teče po sredi vasi, in Killigarth na vzhodu v župniji Talland , kar je omenjeno v Domesday Book (zemljiški knjigi).
Že v 13. stoletju je bil Polperro znano ribiško naselje in prvič zapisano v kraljevem dokumentu iz leta 1303.

### Sodobna doba
Datacija starejšega pomola v Polperru je negotova. Verjetno je bil zgrajen pod pokroviteljstvom gospodarja dvorca Raphael, ki je imel v lasti pristanišče in njegove pravice. Novejši pomol v Polperru, tudi neznane starosti, je umeščen malo globlje v morje skoraj v črti vzhod–zahod. Zgrajen je bil pred letom 1774, ko je bil poškodovan v nevihti. Po njej sta Thomas Long iz Penheala in gospodar dvorcev Raphael iz Lansallosa plačala popravilo. Deli pristanišča so bili obnovljeni po uničenju v neurju 19. in 20. januarja 1817, ko je bilo 30 velikih čolnov, dve ribiški ladji in več manjših čolnov uničenih, velik del naselja, tudi Green in Peak Rock,  številne hiše pa je pometlo v morje. Neurje na srečo ni zahtevalo življenj. Ta nevihta z orkanskim vetrom je povzročila škodo na premoženju od Plymoutha pa vse do Land's Enda.  Novembra 1824 je bil najhujši vihar do tedaj: tri hiše so bile uničene, en celoten pomol in pol drugega sta bila odplavljena in skoraj 50 čolnov v pristanišču je bilo razbitih na koščke. Od šestih ladij, ki so preživele, je bila le ena ribiška. Nov pomol je bil zasnovan tako, da je naselje bolje ščitil. 9. decembra 1708 je jadrnico generala Easta Indiamana Albemarle veter zanesel na kopno z dragocenim tovorom diamantov, kave, popra, svile in indiga  v bližini Polperra (natančen kraj  brodoloma še znan). 
Jonathan Couch je bil vrsto let vaški zdravnik in napisal zgodovino vasi, pa tudi različna dela iz naravoslovne zgodovine (zlasti iz ihtiologije). Delo Zgodovina Polperra, 1871, je po njegovi smrti objavil sin Thomas Quiller Couch z veliko skrajšavami. Couch je objavil dve seriji člankov v reviji Notes and Queries – The Folklore of a Cornish Village 1855 in 1857, ki so bili vključeni v Zgodovino Polperra, prav tako njegov opis očetovega življenja. Skupaj s svojim medicinskim in znanstvenim delom je skrbel za dobro počutje ribičev in razcvet ribištva. 
Lepota Polperra je že dolga leta magnet za umetnike. Slavni češki slikar Oskar Kokoschka je ob odkritju Polperra med 1939 in 1940 tu živel eno leto. 

### Tihotapstvo
V 12. stoletju je tihotapljenje Polperro razvilo v pristanišče.  Svoj vrhunec je doseglo v 18. stoletju, ko je britanska vojna z Ameriko in Francijo sprožila visoko obdavčitev uvoženega blaga, zaradi česar so lokalni ribiči povečali svoje prihodke s prikritim uvozom alkoholnih pijač, tobaka in drugih dobrin iz Guernseyja in od drugod. Do poznega 18. stoletja je bila zelo uspešna trgovina s tihotapljenjem prek Polperra pod nadzorom Zephaniaha Joba (1749–1822), lokalnega trgovca, ki je postal znan kot "tihotapski bankir". Obalna straža je bila bolj organizirana v 19. stoletju, zagrozili so z zelo strogimi kaznimi, kar je zmanjšalo tihotapljenje. Del južnozahodne obalne poti (South West Coast Path) so uporabljali uradniki za pregledovanje obale in iskanje tihotapcev. Danes jo upravlja in vzdržuje National Trust, bibavični pas pa pripada vojvodini Cornwall

## Gospodarstvo

### Turizem
V 20. stoletju je turizem postal glavna dejavnost Polperra. Vas je dostopna po zraku prek Plymoutha ali Newquayja, z vlakom prek železniške postaje Looe, po cesti in z ladjo. Ocenjeno je bilo, da je vas že poleti leta 1970 obiskalo približno 25.000 ljudi dnevno. Obiskovalcem ni bil več dovoljen dostop z avtomobilom, morali so ga pustiti na glavnem parkirišču v Crumplehornu severno od vasi in iti peš (pol milje). Zabavne, vendar ozke ulice v vasi, niso primerne za avtomobilski promet.
Znamenitosti Polperra so južnozahodna obalna pešpot (South West Coast Path) od Dorseta so Somerseta, ki je dolga 1000 km, teče skozi vas in se vije po lokalni slikoviti obali, zlasti po bližnjem zalivu Talland Bay. Proti zahodu teče pot mimo treh velikih plaž proti Foweyju: plaža Lansallos, Lantivit Bay in Lantic Bay. [20] V vasi je muzej (Polperro Heritage Museum), posvečen ribištvu in tihotapljenju , na Harbourside v starem skladišču za predelavo rib, v katerem hranijo zanimive fotografije o zgodovini vasi. Na voljo so vodeni sprehodi po vasi, mogoče je najeti plovilo za ogled obale in opazovanje delfinov in tjulnnjev.

### Ribištvo
Ribolov je tradicionalna glavna dejavnost družin. [25] Že stoletja so lovili sardele in jih predelovali. Ribe se hranijo ob južni obali Cornwalla in v poznem poletju je mogoč bogat ulov. Ribe nasolijo in stiskajo, stranski izdelek je zbrano olje, ki se uporablja za ogrevanje in razsvetljavo. Sardele izvažajo v vso Evropo. V 20. stoletju so se jate rib zmanjšale in sardele so kot steber gospodarstva Polperra v 1960-ih zamrle.  Približno 12 komercialnih ribiških plovil še vedno lovi bokoplute (Pleuronectiformes), pokrovače, rakovice, morske žabe (Lophius), skate, polake (Pollachius), ostriže in trske. Sveže ribe in morske sadeže je mogoče kupiti na pomolu.

## Znamenitosti
- Couchova hiša je bila dom naravoslovca in zdravnika, Jonathan Coucha (15. marec 1789–13. april 1870);
- vojni spomenik je nekoliko zunaj naselja ob obalni poti k Tallandu;
- v vasi je hiša, v celoti oblečena v lupine školjk, znana kot Školjčna hiša (The Shell House). [11]

## Znane osebe
- Donald Adamson, pisatelj in zgodovinar,
- Angela Brazil, romanopiska,
- Anyon Cook, ilustrator za Enid Blyton,
- Jonathan Couch, naravoslovec, zdravnik in starinar,
- Zephaniah Job, tihotapski bankir,
- Oskar Kokoschka, slikar.